# 巴盧安島
2°33′30″S 147°17′02″E / 2.558265°S 147.283895°E

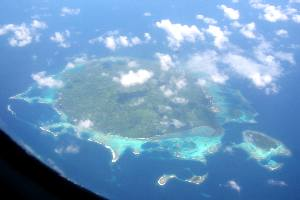
巴盧安島

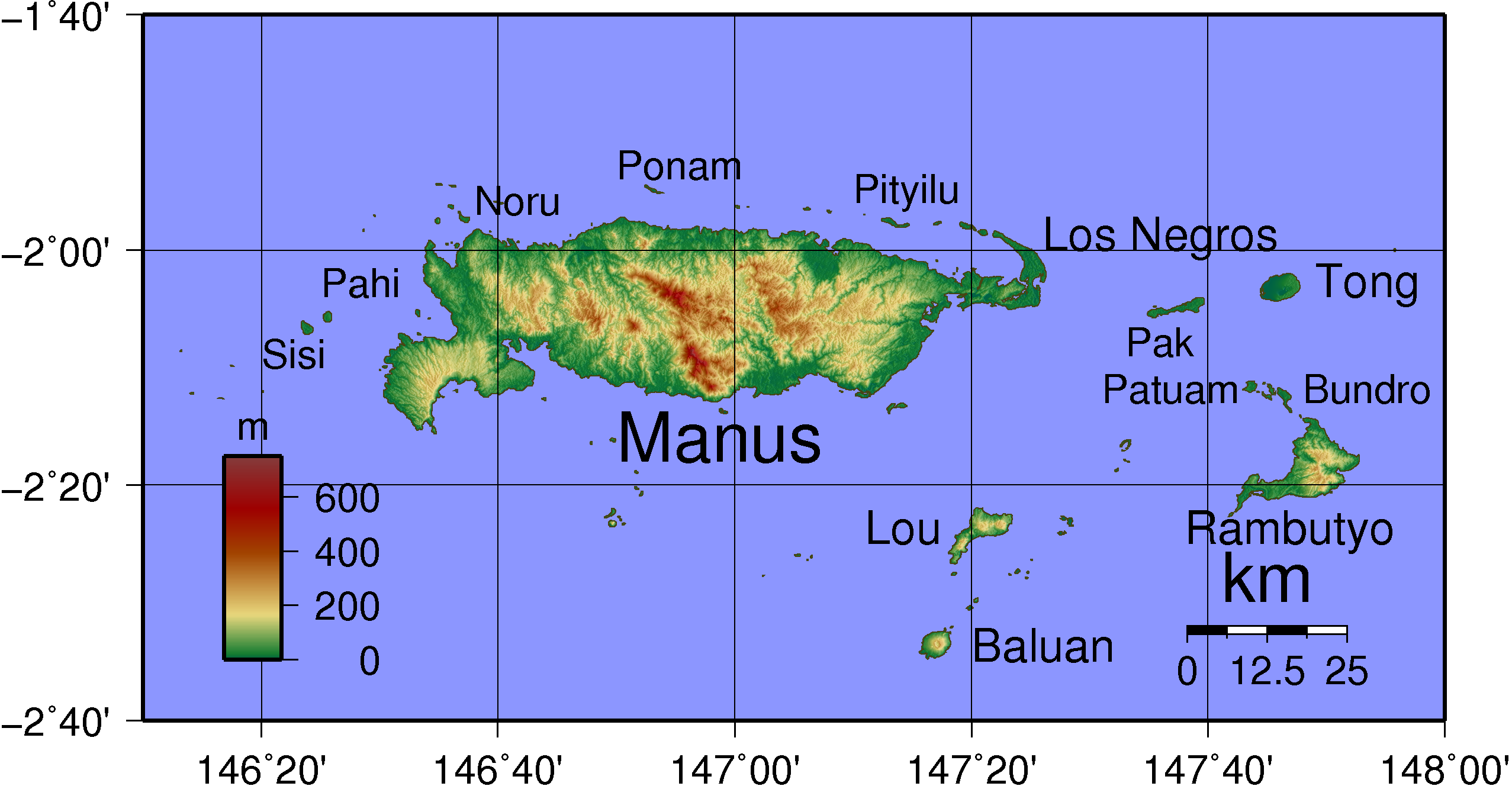
巴盧安島位於馬努斯島西南方

巴盧安島（Baluan Island）是巴布亞新畿內亞馬努斯省的島嶼，位於馬努斯島西南約50公里，屬於阿德默勒尔蒂群島的一部分，長5.5公里、寬3.9公里，面積17平方公里，最高點海拔高度246米，1981年人口約300。